# Сенаторов, Александр Сергеевич
Александр Сергеевич Сенаторов (8 октября 1912 — 29 декабря 1992) — советский военный лётчик и военачальник, Герой Советского Союза (14.03.1938), генерал-лейтенант авиации (11.05.1949).

## Биография
Александр Сергеевич Сенаторов родился 8 октября 1912 года в селе Вышелей, ныне Городищенского района Пензенской области. Русский.
В Красной Армии с 1930 года. В 1932 году окончил 8-ю Одесскую военную авиационную школу пилотов и до начала 1937 года проходил службу на лётных должностях. С февраля 1937 года по март 1938 года командиром отдельной скоростной бомбардировочной авиационной эскадрильи участвовал в гражданской войне в Испании. Лично совершил 100 боевых вылетов. За мужество и героизм, проявленные при выполнении воинского долга, 14 марта 1938 года полковнику Сенаторову Александру Сергеевичу присвоено звание Героя Советского Союза.
Вскоре после возвращения на Родину назначен заместителем командующего ВВС Отдельной Краснознамённой Дальневосточной армии, в сентябре 1938 года — заместителем командующего ВВС 1-й Отдельной Краснознамённой армии. В этой должности участвовал в боях у озера Хасан. В 1939 году окончил Курсы усовершенствования высшего начальствующего состава (КУВНАС) при Академии Генштаба. С июня 1940 года — командующий ВВС 1-й Краснознамённой армии.
Начало Великой Отечественной войны встретил в той же должности. Летом 1942 года назначен командующим сформированной 9-й воздушной армией Дальневосточного фронта. С сентября 1944 года заместитель командующего 16-й воздушной армией, которая в составе 1-го Белорусского фронта участвовала в Висло-Одерской, Берлинской наступательных операциях.
После войны учился в Высшей военной академии имени К. Е. Ворошилова и окончил её в 1948 году. С апреля 1949 года командующий 54-й воздушной армией, с февраля 1955 года командующий ВВС Таврического военного округа, с мая 1956 года командующий 26-й воздушной армией. Летом 1958 года направлен в командировку в Народную Республику Болгарию, где исполнял должности старшего военного советника, командующего ПВО и ВВС и заместителя по ПВО и ВВС, главного военного советника Министерства обороны НРБ. С марта 1959 года по октябрь 1962 года представитель Главного командования Объединённых Вооружённых сил государств — участников Варшавского Договора по ВВС и ПВО. С мая 1963 года в отставке.
Александр Сергеевич Сенаторов скончался в Москве 29 декабря 1992 года. Похоронен на Кузьминском кладбище.

## Награды
- Медаль «Золотая Звезда» Героя Советского Союза № 222 (14.03.1938);
- два ордена Ленина (14.03.1938, 30.12.1956);
- два ордена Красного Знамени (22.10.1937, 19.11.1951);
- орден Богдана Хмельницкого 1-й степени (29.05.1945);
- орден Суворова 2-й степени (6.04.1945);
- орден Отечественной войны 1-й степени (11.03.1985);
- два ордена Красной Звезды (1938, 5.06.1946);
- орден «Знак Почёта» (25.05.1936);
- медаль «За боевые заслуги» (3.11.1944);
- медаль «За освобождение Варшавы»;
- медаль «За взятие Берлина»;
- Знак «Участнику Хасанских боёв»
- медали СССР.

## Воинские звания
- комбриг (1939)
- генерал-майор авиации (04.06.1940)
- генерал-лейтенант авиации (11.05.1949)